# When Goodbye Means Forever...
 (juillet 2018).
Si vous disposez d'ouvrages ou d'articles de référence ou si vous connaissez des sites web de qualité traitant du thème abordé ici, merci de compléter l'article en donnant les références utiles à sa vérifiabilité et en les liant à la section « Notes et références ».

When Goodbye Means Forever est le premier album studio du groupe de Metalcore I Killed the Prom Queen et la troisième production du groupe. La version Australienne de l'album est sortie vers la fin de l'année 2003 sous le label Resist Records et la version Américaine est sortie au début de l'année suivante sous le label Eulogy Recordings.

## Composition
- Michael Crafter - Chant
- Jona Weinhofen - Guitare
- Kevin Cameron - Guitare
- Sean Kennedy - Basse
- JJ Peters - Batterie

## Liste des morceaux
1. Forever Will Come to an End – 0:56
2. When Goodbye Means Forever... – 3:57
3. To Kill Tomorrow – 3:36
4. Upon a Rivers Sky – 4:18
5. Pointed to My Heart – 3:43
6. Death Certificate for a Beauty Queen – 4:54
7. Roses, Post Cards & Machine Gun Kisses – 4:25
8. Forgiveness Is Murder – 4:15
9. Portraits Dreams & Memories – 3:50
10. Are You Playing Dead – 4:25
11. My Best Wishes - 4:01